# Oba Oba Samba House
Oba Oba Samba House é um grupo brasileiro de samba e pagode.

## História
A banda surgiu com uma inovação de mixar vários estilos onde o samba e o estilo house music prevalece, transformando até mesmo músicas internacionais em batuques do samba brasileiro.
A Banda foi criada em Ribeirão Preto, pelo quarteto composto por Fernando Diniz, Luciano Tiso, Leco Cavallini e Cléber Tiso. 
Em 2012 , a banda assinou contrato com a gravadora Sony Music e lançou o primeiro CD/DVD de estreia. As 21 faixas do DVD alternam composições próprias e grandes clássicos, estes devidamente embalados pelo estilo que criaram. Com esse material, a banda conseguiu expandir os horizontes, e foram convidados para realizar duas apresentações no famoso cruzeiro de Roberto Carlos , a convite de Dody Sirena, que gerencia a carreira do cantor, que descobriu-os pela internet. 
Em 2014 a banda lança o novo CD/DVD Ao Vivo no Rio com participações de Lucas Lucco, Sophia Abrahão, MC Koringa, Leandro Lehart, Picolé e da dupla Bruninho & Davi, conseguindo emplacar a canção "Moleque Danado" na trilha sonora da telenovela Malhação da Rede Globo .
Em 2017, o grupo lança, pela Alta Fonte, um EP digital com o single de sucesso Olha Ela, com participação especial de Mc Menor. 
Em 2016, firma contrato com a Universal Music, lançando, então, dois álbuns: Pagofunk (2016) e Pagonejo (2018), que contou com a participação de Péricles, Fiduma e Jeca, Trio Parada Dura, Juliano César e Diego e Arnaldo.  

## Parcerias musicais
Em seus 8 anos de existência, o grupo já fez diversas parcerias de sucesso com artistas consagrados.  
Em 2012, a gravação do álbum Oba Oba Samba House Ao Vivo contou com a participação de Fernandinho Beat Box e da dupla sertaneja Fred e Gustavo.
Em 2013, o álbum Na Vibe, que contém o single de sucesso da novela Salve Jorge I love you baby, contou com a participação dos grupos musicais Turma do Pagode, Jammil e Mc Catra.
Em 2014, o álbum Ao Vivo no Rio contou com a participação de Bruninho e Davi, Thiago Brava, Lucas Lucco, Mc Koringa, Leandro Lehart (Art Popular), Picolé (Ki Loucura) e Sophia Abraão. 
Em 2017, o lançamento do EP digital contou com a participação especial de Mc Menor no hit Olha ela.
Em 2018, o álbum Pagonejo contou com a participação de Péricles, Fiduma e Jeca, Trio Parada Dura, Juliano César e Diego e Arnaldo.

## Discografia
- 2017: Olha ela - part. Mc Menor (Alta fonte)

Álbuns de estúdio
- 2013: CD #naVibe
- 2011: Oba Oba Oba Samba House

Álbuns ao vivo
- 2018: Pagonejo (Universal Music)
- 2016: Pagofunk  (Universal Music)
- 2014: CD e DVD Ao Vivo no Rio
- 2012: CD e DVD Oba Oba Samba House - Ao Vivo  (Sony Music)

## Prêmios e indicações
| Ano  | Prêmio            | Categoria                        | Resultado |
| ---- | ----------------- | -------------------------------- | --------- |
| 2014 | Prêmio Multishow  | Melhor grupo (voto popular)      | Indicação |
| 2013 | Prêmio Multishow  | Experimente (voto popular)       | Venceu    |
| 2013 | Meus Prêmios Nick | Revelação Musical (voto popular) | Indicação |

## Responsabilidade social
O grupo musical envolveu-se em campanhas em prol da inclusão social. 
O clipe Nem mais, nem menos foi protagonizado por dois atores com Síndrome de Down.
No ano de 2014, participaram, junto com o senador e ex-jogador de futebol Romário, de um projeto de visitas a casas de apoio a portadores de Síndrome de Down. 

## Televisão
Ao longo da carreira, Oba Oba Samba House fez aparições em programas de televisão em diversas emissoras locais e nacionais. 
As mais recentes foram no Programa Altas Horas, apresentado por Serginho Groisman e exibido pela Rede Globo; Programa do Ratinho, apresentado por Ratinho (Carlos Roberto Massa) e exibido pelo SBT; e Programa Ritmo Brasil, apresentado por Faa Morena e exibido pela Rede TV. 
Outras participações especiais:
Rede Globo
• Tv Xuxa
• Domingão do Faustão
• Altas Horas
• Esquenta
• Encontro com Fátima Bernardes
• Show da Virada (2013 - 2014)
SBT
• Programa da Eliana
• Domingo Legal
• Passa ou Repassa
• The Noite
• Programa do Ratinho
• Programa Silvio Santos
• Programa Raul Gil
• Bom Dia e cia.
Tv Record
• Programa da Ana Hickman
• Domingo espetacular
• Legendários
Band
• Agora é tarde
• Baita amigos 
Rede TV
• Sábado total
• Ritmo Brasil
SporTV
• Cobertura da Copa do Mundo 2014
Multishow
• Programa Música Boa com Thiaguinho
• Prêmio Multishow

## Internacional
Oba Oba Samba House alcançou projeção internacional.
Em 2014, participou do FIFA Fan Fest na praia de Copacabana.
Em 2015, realizou uma turnê nos Estados Unidos, passando pelas cidades de Orlando, Nova York, Boston e Long Branch. 
Em 2016, a banda fez show em Punta del Este, no Uruguai. 